# Banyoneng Dajah
Banyoneng Dajah is een bestuurslaag in het regentschap Bangkalan van de provincie Oost-Java, Indonesië. Banyoneng Dajah telt 2932 inwoners (volkstelling 2010).